# ذخیره‌گاه زیست‌کره ماپیمی
ذخیره‌گاه زیست‌کره ماپیمی (به اسپانیایی: Reserva de la biosfera Mapimí) یک ذخیره‌گاه زیست‌کره در مکزیک است که در Durango, Mexico واقع شده‌است.